# Eumelus
Eumelus (Oudgrieks: Εὔμελος) was een oud-Griekse dichter uit Korinthe van de Bacchiadaeclan, die vermoedelijk halverwege de achtste eeuw v.Chr. leefde. Zijn vader was volgens geograaf Pausanias Amphilytus. Verschillende dichtwerken werden aan hem toegeschreven. Allereerst een prosodion, een processielied voor het Messenische mannenkoor dat gezongen werd bij een festival op Delos. Een klein fragment is bewaard gebleven dankzij geograaf Pausanias. Vervolgens een aantal oude epische werken rondom Korinthe en Sicyon, zoals de Corinthiaca, over de legendes en vroege geschiedenis van Korinthe. Verschillende auteurs noemen nog een Europia, Bougonia (mogelijk hetzelfde werk als Europia), Titanomachia en een Terugkeer uit Troje. Onderzoek suggereert dat de epiek geschreven lijkt te zijn in de late zevende of in de zesde eeuw v.Chr. Genoemde werken zijn, op enkele fragmenten na, verloren gegaan, maar een kopie van de Corinthiaca werd nog door Pausanias gebruikt in de tweede eeuw, voor het beschrijven van Korinthische antiquiteiten. 
Het fragment van het lied:
'Zeus van Ithome, die de Muze behaagde met haar zuivere lier en sandalen van vrijheid.'
- Bibsys: 95001506
- Biblioteca Nacional de España: XX5837807
- Bibliothèque nationale de France: cb17112162t (data)
- Gemeinsame Normdatei: 100468454
- International Standard Name Identifier: 0000 0000 0203 1880
- Library of Congress Control Number: n2016051854
- Nationale Bibliotheek van Israël: 987007604025905171
- Réseau des bibliothèques de Suisse occidentale: 02-A011345838
- Système universitaire de documentation: 188338136
- Virtual International Authority File: 499149294314580521712